# Начало на координатната система
Началото на координатната система в Евклидовото пространство е специална точка, обикновено обозначавана с буквата O, която има функцията на фиксирана отправна точка за геометрията на околното пространство.
Във физичните системи, изборът на начало на координатната система често е произволен, което ще рече, че всеки избор на отправна точка би довел до един и същ отговор. Това позволява да се избере такава отправна точка, която прави математическите операции възможно най-лесно, често възползвайки се от някаква геометрична симетрия.

## Декартови координати
В Декартови координати, начало на координатната система е точката, в която координатните оси на системата се пресичат. Началото разделя всяка от тези оси на две половини – положителна и отрицателна полуос. След това точките могат да се нанасят спрямо началото, като им се дават числени координати, тоест позициите на техните проекции по всяка ос, в положителна или отрицателна посока. Координатите на началната точка са винаги нулеви – (0,0) в две измерения и (0,0,0) в три измерения.

## Други координатни системи
В полярни координати, началната точка може да се нарича полюс. Тя няма строго определени полярни координати, тъй като полярните координати на дадени точка включват ъгъла, сключен от положителната ос x и лъча от началото до точката, като този лъч не е строго определен от самото начало.
В Евклидовата геометрия, началната точка може да се избере свободно във всяка удобна отправна точка. Началото на комплексна равнина може да се наричат точката, в която реалната ос и имагинерната ос се пресичат. Тоест, то е комплексното число нула.